# Atlapetes crassus
El atlapetes del Chocó (Atlapetes crassus) es una especie de ave paseriforme de la familia Passerellidae propia de los Andes septentrionales. Anteriormente se consideraba una subespecie del Atlapetes tricolor.

## Distribución y hábitat
Se encuentra únicamente en los Andes de Colombia y Ecuador. Su hábitat natural son los bosques húmedos tropicales de montaña.